# Майер, Альберт Отто Вальтер
Альберт Отто Вальтер Майер (нем. Albert Otto Walther Mayer; 24 апреля 1892 – 2 августа 1914) — первый германский солдат, погибший в боях Первой мировой войны. Он погиб за день до официального объявления Германией войны Франции.

## Биография
Родился 24 апреля 1892 в немецком городе Магдебург (ныне земля Саксония-Анхальт). В раннем возрасте переехал в Мюльхауз (ныне Мюлуз), в рядах Германской имперской армии с 1912 года. К 1914 году дослужился до звания лейтенанта в 5-м кавалерийском егерском полку (29-я кавалерийская бригада, 29-я пехотная дивизия), гарнизон — город Мюльхауз.
Утром 2 августа 1914 патруль лейтенанта Майера выехал из Мюлузы и пересёк франко-германскую границу. В 9:30 немецкий патруль въехал в деревню Жоншери и был обнаружен местной жительницей Николет Дюкур. Французский отряд под командованием капрала Жюля Андре Пежо, засевший в доме Дюкуров, потребовал от Майера остановиться, но лейтенант в ответ выстрелил из пистолета и пробил плечо французу. Тот упал и выстрелил из пистолета в Майера, промахнувшись. Сослуживцы Пежо открыли ответный огонь из винтовок: пули попали Майеру в голову и в живот. Лейтенант погиб на месте.
После сражения тела Майера и Пежо отнесли в амбар на ферме Дюкуров. 3 августа Майер был похоронен с воинскими почестями в Жоншери, а позднее его останки перенесли на немецкое военное кладбище в Ильфурт (около Мюлузы), где они хранились в могиле с названием «Первый немецкий погибший в Мировой войне 1914—1918». Шлем Майера ныне является экспонатом в парижском Музее армии.